# Francesco Bruni
Pour les articles homonymes, voir Francesco Bruni (homonymie) et Bruni.
Francesco Bruni, né le 30 septembre 1961 à Rome est un scénariste et réalisateur italien.

## Biographie
Francesco Bruni est né à Rome, mais élevé à Livourne, ville natale de sa mère. Il commence sa carrière en 1991 en coscénarisant le film Condominio de Felice Farina.
À partir de 1994, il écrit les scénarios des films du réalisateur Paolo Virzì et, de 1995 à 2003, ceux des films du réalisateur Mimmo Calopresti. Il a aussi travaillé avec Franco Bernini, David Riondino (it), Francesca Comencini et les comiques Ficarra e Picone. Il a collaboré aux scénarios d'I Vicerè de Roberto Faenza, tiré du roman homonyme de Federico De Roberto, et du film Miracle à Santa Anna (Miracle at St. Anna) de Spike Lee, sorti en 2008. Il a aussi contribué au sujet du long-métrage en quatre épisodes 4-4-2, Le Jeu le plus beau du monde (it), produit par Paolo Virzì.
Pour la télévision, Francesco Bruni a adapté les contes et romans d'Andrea Camilleri pour la série Commissaire Montalbano et ceux de Carlo Lucarelli pour la série Le commissaire De Luca (it). Il a aussi scénarisé le téléfilm Il tunnel della libertà (it), réalisation d'Enzo Monteleone.
Comme acteur, Francesco Bruni a joué un petit rôle dans le film La guerra degli Antò (it) de Riccardo Milani (1999).
Francesco Bruni enseigne l'art du scénario au Centre expérimental du cinéma de Rome.
En 2011, il débute dans la réalisation avec Scialla! (Stai sereno), présenté dans la section Controcampo Italiano de la Mostra de Venise 2011, section où il remporte le prix du meilleur long-métrage de fiction. Grâce à ce film, il obtient le David du meilleur réalisateur débutant.
En septembre 2011, Francesco Bruni se marie à l'actrice bolognaise Raffaella Lebboroni. Il est père de deux adolescents.

## Filmographie partielle

### Comme auteur du sujet
- 1995 : Ferie d'agosto de Paolo Virzì
- 1997 : Ovosodo de Paolo Virzì
- 1998 : Sotto la luna de Franco Bernini
- 1999 : Baci e abbracci de Paolo Virzì
- 2003 : Caterina va en ville de Paolo Virzì
- 2006 : 4-4-2, Le Jeu le plus beau du monde de Michele Carrillo, Claudio Cupellini et Roan Johnson
- 2011 : Scialla! (Stai sereno) de Francesco Bruni
- 2014 : Noi quattro

### Comme scénariste
- 1995 : La Seconde fois de Mimmo Calopresti
- 1997 : Ovosodo de Paolo Virzì
- 1998 : Mots d'amour de Mimmo Calopresti
- 1998 : Sotto la luna de Franco Bernini
- 1999 : Baci e abbracci de Paolo Virzì
- 2001 : Nati stanchi de Dominick Tambasco
- 2001 : Zeno (Le parole di mio padre) de Francesca Comencini
- 2002 : My Name Is Tanino de Paolo Virzì
- 2003 : Caterina va en ville de Paolo Virzì
- 2003 : La Felicita, le bonheur ne coûte rien de Mimmo Calopresti
- 2006 : Napoléon (et moi) de Paolo Virzì
- 2007 : I Vicerè de Roberto Faenza
- 2007 : Il 7 e l'8 (it) de Salvatore Ficarra (it), Valentino Picone (it) et Giambattista Avellino (it)
- 2008 : Tutta la vita davanti de Paolo Virzì
- 2009 : La Matassa (it) de Salvatore Ficarra, Valentino Picone et Giambattista Avellino
- 2010 : La prima cosa bella de Paolo Virzì
- 2010 : Matrimoni e altri disastri, de Nina Di Majo
- 2011 : Scialla! (Stai sereno) de Francesco Bruni
- 2011 : Anche se è amore non si vede (it) de Salvatore Ficarra et Valentino Picone
- 2013 : Les opportunistes de Paolo Virzi
- 2014 : Noi quattro

### Comme réalisateur
- 2011 : Scialla!
- 2014 : Noi quattro
- 2017 : Tutto quello che vuoi
- 2020 : Cosa sarà
- 2022 : Nous voulons tous être sauvés (série télévisée)

### Comme acteur
- 1999 : La guerra degli Antò (it) de Riccardo Milani

## Distinctions
- Francesco Bruni est nommé avec le réalisateur et coscénariste Paolo Virzì pour le Prix David du meilleur scénario en 1996 (Vacances d'août) et en 2004 (Caterina va en ville). En 2010, il remporte le David pour le scénario de La prima cosa bella.
- Avec Paolo Virzì, il obtient le Ciak d'oro pour le meilleur scénario grâce à Caterina va en ville (2004).
- Il gagne le Prix Controcampo (du meilleur long-métrage de fiction) à la Mostra de Venise 2011 grâce à Scialla! (Stai sereno).
- En 2012, il remporte le David di Donatello du meilleur réalisateur débutant grâce au même film.
- David di Donatello 2014 : Meilleur scénario pour Les opportunistes